# 小泉武夫
小泉 武夫（こいずみ たけお、1943年8月27日 - ）は、日本の農学者、発酵学者、文筆家。東京農業大学名誉教授（農学博士）。専門は、発酵学、食品文化論、醸造学。

## 略歴
福島県小野町の造り酒屋で、6人きょうだいの末っ子として生まれた。幼少時は走り回って囲炉裏の灰に突っ込んだこともあるほどヤンチャで、火傷を防ぐため祖母が柱に帯でつないだこともあったが、右手に身欠き鰊、左手に味噌を持たせると泣き止み、それらをしゃぶっている間は大人しかったという。実家には家族や従業員ら毎食20人分を用意する大きな台所があり、小学生の頃には鰹節を削ったり、ぬか床の手入れをしたりしていた。小学校4年の時、母が亡くなり落ち込んでいたのを見た父から、寂しさを紛らわさせるため専用の台所と調理用具一式を与えられ、料理にのめり込んだ。近隣には豊かな野山があり、中学校にかけて野兎や山鳥、蛙、蛇、泥鰌、蜂の子なども捕まえて食べた。
福島県立田村高等学校を卒業後の1962年、当時は日本で唯一酒造を教えていた大学である東京農業大学農学部醸造学科に、父の求めで「仕方なく」進学したが、発酵研究の面白さに取りつかれる。肉眼では見えない酵母やカビを、一人一人に与えられた顕微鏡で観察したり、増殖させたりするのが楽しくなり、大学に泊まることも多かった。一方で、下宿先で酒を造ろうと密かにもろみを持ち帰ったところ路線バスの振動で発酵が急速に進み、大きな音を立てて溢れ返る事件を起こしたこともあった。
卒業時の成績は首席で学長賞を与えられ、大学院を経ずに助手に採用され、実家を継ぐことはなかった。博士論文『酵母の生成する香気に関する研究』で東京農業大学より農学博士号を取得。1982年に東京農業大学応用生物科学部醸造科学科教授、1994年に財団法人日本発酵機構余呉研究所（滋賀県余呉町）所長に就任。2009年3月に東京農業大学を定年退職し、同大学名誉教授。東農大では日本酒の杜氏や焼酎製造技術者を育てた。この間などに鹿児島大学、別府大学、琉球大学、広島大学、新潟薬科大学の客員教授を歴任した。
発酵学者として、京都を訪れる際には、人間の役に立った有用微生物を供養する「菌塚」（曼殊院）に参るようにしている。

## 人物
1994年4月から『日本経済新聞』の夕刊に連載しているコラム「食あれば楽あり」が好評を博している。コラムで多用する「ピュルピュルとよだれ」「甘味がチュルチュル」「生唾ゴクリンコ」といった独特の表現 はを＜小泉造語＞とも呼ばれ、いずれも味わいがあり、食物の美味そうな様子が伝わる巧みな文章である。日本酒を飲むときに使う「コピリンコ」は、銘柄の名前にもなっている。
大学での研究・教育の傍ら、自宅の台所を「食魔亭」と名付けて、様々な料理を自らつくる。最もお気に入りのメニューは、フライパンに食用油をひいて熱した納豆の上に鶏卵を割り落して蓋をして蒸し焼きにし、ご飯とともに食する「焼き納豆丼」で、最後の晩餐を選べるならこれにするという。
また多様な発酵食品を探す「食の冒険家」として、日本各地だけでなく世界で約40の国・地域を訪れている。こうした活動から、「発酵仮面」 や「味覚人飛行物体」「走る酒壷」「鋼鉄の胃袋」「人間リカオン」「ムサボリビッチ・カニスキー」といった自称を含めたあだ名がある。大学ではその体格から「ドラえもん」と呼ぶ学生もおり（満更でもないらしい）、バレンタインデーにはよくドラ焼きを貰うという。もちろんドラえもんの好物だからという意味だが、小泉自身の好物の一つでもある。
2005年8月に「江戸前」の定義を規定した水産庁の「豊かな東京湾再生検討委員会食文化分科会」の会長を務めた、また「クジラ食文化を守る会」の会長でもあり、毎年、超党派の議員を50人程招いた鯨肉の食事会を行い、鯨肉を安価に流通させる為の補助金の増加を要望している。
漫画『もやしもん』の樹慶蔵のモデルになったとの説があるが、作者の個人サイトにて否定されている（小泉本人は、2011年2月5日の講演会にて、自らがモデルと発言している）。
文筆活動を志したのは30歳代半ば。1日24時間のうち8時間は寝て、8時間は大学の仕事をして、残り8時間を何をするかを考えて、紀行文やエッセーの執筆を始め、「3×8哲学」と称している。東京農業大学を定年退職後に小説家となり、食品文化を題材とした時代小説を発表している。
食べること仕事であり、人生でもあり、明日の朝昼夕食を考えているうちに寝入ってしまうので不眠に悩んだことはなく、これまでの生き様を振り返っても苦労や挫折はなかったと回想している。
日本の和食文化を「免疫食事」と評している一方で、昨今の肉食文化や洋食の浸透を懸念している

## 著書
1982年に下記『酒の話』以来、文庫再刊・新版などを入れると百数十冊になるため（特に共著は）一部のみ表記。

### 単著
- 『酒の話』（1982年12月 講談社現代新書）
- 『灰の文化誌』（1984年12月 リブロポート）
- 『日本の味と世界の味　酒博士の食味探求』（1985年9月 文化出版局）
- 『奇食珍食』（1987年7月 中央公論社 / 1994年4月 中公文庫）
- 『匂いの文化誌』（1989年4月 リブロポート）
- 『発酵　ミクロの巨人たちの神秘』（1989年4月 中公新書）
- 『日本酒ルネッサンス 民族の酒の浪漫を求めて』（1992年11月 中公新書 /「日本酒の世界」2021年11月 講談社学術文庫）
- 『酒肴奇譚 語部醸児之酒肴譚』（1994年3月 中央公論社 / 1997年10月 中公文庫）
- 『語部醸児の粗談義 ぜんぶ魚のアラの話』（1995年4月 中央公論社）
- 『平成養生訓 諺に学ぶ生きる知恵』（1996年2月 講談社）
- 『銘酒誕生 白酒と焼酎』（1996年7月 講談社現代新書）
- 『「味覚人」飛行物体』（1997年9月 時事通信社）
- 『味噌、醤油、酒の来た道』（1998年2月 小学館ライブラリー）
- 『灰に謎あり』（1998年7月 NTT出版 / 「灰と日本人」中公文庫 2019年3月）
- 『酒に謎あり』（1998年10月 講談社 / 2004年8月 日経ビジネス人文庫）
- 『地球を快食する』（1999年4月 文藝春秋）
- 『粗談義』（1999年4月 中公選書）
- 『発酵』（1999年9月 中公選書）
- 『発酵食品礼讃』（1999年11月 文春新書）
- 『日本酒百味百題』（2000年4月 柴田書店）
- 『納豆の快楽』（2000年7月 講談社 / 2006年12月 講談社文庫）
- 『漬け物大全 美味・珍味・怪味を食べ歩く』（2000年10月 平凡社新書 / 2017年10月 講談社学術文庫）
- 『小泉武夫の世にも不思議な食の世界』（2001年7月 日本経済新聞社）
- 『憂国の情に駈られて』（2001年10月 東京農業大学出版局）
- 『蟒之記』（2001年11月 講談社）
- 『食と日本人の知恵』（2002年1月 岩波現代文庫）
- 『FT革命』（2002年6月 東洋経済新報社）
- 『発酵する夜』（2002年6月 新潮社）
- 『食の堕落を救え!』（2002年6月 廣済堂出版）
- 『不味い!』（2003年5月 新潮社 / 2005年12月 新潮文庫）[5]
- 『くさいはうまい』（2003年7月 毎日新聞社 / 2006年7月 文春文庫 / 2020年5月 角川ソフィア文庫）
- 『冒険する舌』（2003年11月 集英社インターナショナル）
- 『人間はこんなものを食べてきた 小泉武夫の食文化ワンダーランド』（2004年2月 日経ビジネス人文庫）[6]
- 『小泉教授が選ぶ食の世界遺産 日本編』（2004年6月 講談社 / 2007年5月 講談社文庫）
- 『我輩はビールである』（2004年8月 廣済堂出版）
- 『食の堕落と日本人』（2004年9月 小学館文庫 / 新版 2010年8月 東洋経済新報社 プレミア健康選書）
- 『小泉武夫 食のワンダーランド』（2005年1月 日本経済新聞社）
- 『くさいものにはフタをしない』（2005年4月 幻戯書房 / 2008年5月 新潮文庫）
- 『小泉式 食べ物養生訓108』（2005年5月 講談社＋α文庫）
- 『地球を肴に飲む男』（2005年7月 講談社文庫）
- 『沈まないトマト 食の堕落で日本が危ない』（2005年7月 ジュリアン出版）
- 『ぶっかけめしの快感』（2005年1月 ビジネス社 / 2009年5月 新潮文庫）
- 『美味巡礼の旅 味覚人飛行物体』（2005年11月 毎日新聞社）
- 『発酵は錬金術である』（2005年11月 新潮選書）
- 『発酵レストラン』（2005年12月 マガジンハウス）
- 『旅せざるもの食うべからず』（2006年3月 光文社）
- 『菌が地球を救う!』（2007年9月 宝島社新書）
- 『ニッポン快食紀行 美味はスゴイ!』（2008年5月 小学館文庫）
- 『キムチの誘惑 神秘の発酵食をめぐる韓国快食紀行』（2008年5月 情報センター出版局）
- 『いのちをはぐくむ農と食』（2008年7月 岩波ジュニア新書）
- 『わが輩は発酵仮面である!』（2008年11月 東洋経済新聞社）
- 『発酵美人』（2009年6月 メディアファクトリー）
- 『食で日本を立て直せ』（2009年6月 トレビズ新書）
- 『鯨は国を助く』（2010年4月 小学館）-資料協力、日本鯨類研究所
- 『発酵食品の魔法の力』（2010年5月 PHP新書）
- 『絶倫食』（2010年8月 新潮社 / 2013年1月 新潮文庫）
- 『食は知恵なり 自然のちから 親子で学ぼう！美味しさの秘密がわかる本』（2010年11月 日テレムック）
- 『日本全国納豆博覧会』（2010年12月 東京書籍）
- 『「食魔亭」日録 小泉武夫の胃袋を覗く』（2011年6月 祥伝社）
- 『一度は食べたい美味いもの漫遊記』（2011年6月 中経の文庫）
- 『発酵人小泉武夫のうまいもん!くさっ！美味の巻（ぐる漫）』（2011年9月 少年画報社）
- 『賢者の非常食』（2011年10月 IDP出版）新書判
- 『すごい和食』（2011年11月 ベスト新書）
- 『こころをよむ 食べるということ 民族の食文化』（2011年12月NHK出版）
- 『食べもの日本地図鑑（ちず＋ずかん＝ちずかんシリーズ）』（2012年3月 平凡社）
- 『発酵食品学（KS農学専門書）』（2012年4月 講談社）
- 『小泉武夫のほんとうに美味しい話 愛蔵特選』（2012年7月 海竜社）
- 『食で日本一の孫育て 虎の巻』（2012年9月 マガジンハウス）
- 『いのちと心のごはん学』（2012年11月 NHK出版）
- 『小泉武夫のミラクル食文化論』（2013年4月 亜紀書房）
- 『土の話』（2013年3月 石風社）※イラスト：黒田征太郎
- 『すべてがわかる!発酵食品辞典（食材の教科書シリーズ）』（2013年6月 世界文化社）
- 『缶詰に愛をこめて』（2013年11月 朝日新書）
- 『いきいき・ビンビン 和食生活のすすめ』（2013年12月 東京堂出版）
- 『発酵はマジックだ』（2014年11月 日本経済新聞社）
- 『絵でわかる麹のひみつ (KS絵でわかるシリーズ)』（2015年2月 講談社）※おのみさ 絵 レシピ
- 『小泉武夫 食のベストエッセイ集』（2015年3月 IDP出版）
- 『くさい食べもの大全』（2015年3月 東京堂出版）
- 『醤油・味噌・酢はすごい 三大発酵調味料と日本人』中公新書、2016年
- 『江戸の健康食』河出書房新社、2016年、中公文庫、2024年
- 『幻の料亭「百川」ものがたり』新潮社、2016年、新潮文庫、2019年
- 『超能力微生物』文春新書、2017年4月
- 『食でたどるニッポンの記憶』東京堂出版、2017年6月
- 『酸っぱいは元気のもと』海竜社、2019年4月
- 『小泉武夫の味覚極楽舌ったけ』東京堂出版、2019年8月
- 『食いしん坊発明家』新潮社、2020年4月
- 『最終結論「発酵食品」の奇跡』文藝春秋、2021年7月
- 『世界一くさい食べもの　なぜ食べられないような食べものがあるのか？』筑摩書房・ちくまQブックス、2021年11月
- 『肝を喰う』東京堂出版、2021年12月
- 『北海道を味わう』中公新書、2022年3月
- 『発酵食品と戦争』文春新書、2023年8月

### 食あれば楽ありシリーズ
- 『食に知恵あり』（1996年9月 日本経済新聞社 / 2002年12月 日経ビジネス人文庫）
- 『食あれば楽あり』（1999年6月 日本経済新聞社 / 2003年7月 日経ビジネス人文庫）
- 『食に幸あり』（2002年10月 / 2005年2月 日経ビジネス人文庫）
- 『小泉武夫の料理道楽食い道楽』（2008年2月 日経ビジネス人文庫）
- 『小泉武夫の美味いもの歳時記』（2008年12月 日経ビジネス人文庫）
- 『小泉武夫の快食日記 食あれば楽あり6』（2011年2月 日本経済新聞社）

### 怪食紀行シリーズ
- 『アジア怪食紀行 「発酵仮面」は今日も行く』（2001年4月 徳間書店 / 2004年1月 光文社 / 2005年3月 光文社知恵の森文庫）
- 『中国怪食紀行 我が輩は「冒険する舌」である』（2003年2月 光文社知恵の森文庫）
- 『地球怪食紀行 「鋼の胃袋」世界を飛ぶ』（2005年3月 光文社知恵の森文庫）

### 小説
- 『夕焼け小焼けで陽が昇る』（2013年3月 講談社文庫）
- 『猟師の肉は腐らない』（2014年7月 新潮社） 2017年4月 新潮文庫
- 『骨まで愛して』（2018年12月 新潮社）

### 共著
- 『カイチュウ博士と発酵仮面の「腸」健康法』（2010年5月 中経出版）※藤田紘一郎共著
- 『小泉武夫のチュルチュルピュルピュル九州舌の旅』（2014年12月 石風社）※松隈直樹共著

## 監修・出演
- 『食は知恵なり〜自然のちから〜』（日本テレビ、2005年4月 - 2011年3月） - 番組監修
- 『ゆうどきネットワーク』→『ゆうどき』（NHK総合テレビ） - 「発酵漫遊記」コーナーで不定期出演

## 論文・講演要旨・寄稿文
- 伊藤俊彦, 小松幸恵, 高堂斐, 高橋仁, 田母神繁, 小泉武夫, 中沢伸重, 岩野君夫「吟醸酒に含まれる芳香族アルコールの呈味性について」『日本醸造協会誌』第103巻第7号、日本醸造協会、2008年7月、562-569頁、doi:10.6013/jbrewsocjapan1988.103.562、ISSN 09147314、NAID 10021181555。
- 吉沢淑, 鈴木大介, 進藤斉, 角田潔和, 小泉武夫「清酒香気成分添加の香味への影響」『日本醸造協会誌』第92巻第3号、日本醸造協会、1997年3月、217-223頁、ISSN 09147314、NAID 10029393860。
- 吉沢淑, 大島秀隆, 角田潔和, 小泉武夫「清酒酵母の膜脂肪酸組成に及ぼす培地のアルコール濃度の影響」『日本醸造協会誌』第91巻第4号、日本醸造協会、1996年4月、284-289頁、ISSN 09147314、NAID 10029392229。
- 鈴木昌治, 小泉武夫, 野白喜久雄「稲麹から分離したAspergillus oryzaeの諸性質について」『日本醸造協会雑誌』第79巻第6号、日本醸造協会、1984年6月、p439-442、ISSN 0369416X、NAID 40002947911。
- 小泉武夫, 鈴木昌治, 野白喜久雄「Ustilaginoidea virensとAsper gillus oryzaeの無蒸煮米および蒸米における増殖性と酵素の生産について〔稲麹に関する研究-2-〕」『日本醸造協会雑誌』第79巻第7号、日本醸造協会、1984年7月、p500-503、ISSN 0369416X、NAID 40002947914。
- 高橋美絵, 磯谷敦子, 宇都宮仁, 中野成美, 小泉武夫, 戸塚昭「製麹工程における清酒麹の香りの変化」『日本醸造協会誌』第102巻第5号、日本醸造協会、2007年5月、403-411頁、ISSN 09147314、NAID 10020181829。
- 進藤斉, 土井弥市, 麻布暁史, 坂野和章, 角田潔和, 吉沢淑, 小泉武夫「清酒醪の発酵温度と酵母菌体への含硫物蓄積 : 清酒醪の発酵温度と酒質の関係(第2報)」『日本醸造協会誌』第93巻第5号、日本醸造協会、1998年5月、389-395頁、ISSN 09147314、NAID 10029397474。
- 堀江修二, 土佐典照, 遠藤斉, 角田潔和, 小泉武夫「低精米歩合の白米の溶解に及ぼすカルシウムイオンの役割」『日本醸造協会誌』第90巻第1号、日本醸造協会、1995年1月、51-56頁、ISSN 09147314、NAID 10029388325。
- 高橋美絵, 磯谷敦子, 宇都宮仁, 中野成美, 小泉武夫, 戸塚昭「GC-Olfactometry による清酒麹の香気成分の解析」『日本醸造協会誌』第101巻第12号、日本醸造協会、2006年12月、957-963頁、ISSN 09147314、NAID 10018823650。
- 鈴木昌治, 小泉武夫「こうじの香気成分と清酒香気付与へのこうじの役割」『日本釀造協會雜誌』第77巻第5号、日本醸造協会、1982年、272-277頁、doi:10.6013/jbrewsocjapan1915.77.272、ISSN 0369-416X、NAID 130004325059。
- 和久豊, 角田潔和, 小泉武夫「中国の金華火腿製造における微生物機作」『日本食品科学工学会誌』第47巻第2号、日本食品科学工学会、2000年2月、61-69頁、doi:10.3136/nskkk.47.61、ISSN 1341027X、NAID 10007505130。
- 角田潔和, 金内誠, 熱田和史, 進藤斉, 吉澤淑, 小泉武夫「古式泡盛製造時のシー汁中の微生物相と酵素活性」『日本醸造協会誌』第93巻第11号、日本醸造協会、1998年11月、897-904頁、ISSN 09147314、NAID 10029398543。
- 竹村朋実, 渡辺清香, 田中万祐子, 進藤斉, 小泉武夫, 高橋康次郎「本みりんの貯蔵と抗酸化性について」『日本醸造協会誌』第106巻第8号、日本醸造協会、2011年8月、547-555頁、doi:10.6013/jbrewsocjapan.106.547、ISSN 09147314、NAID 10029563434。
- 小泉武夫「麦穂に棲息する糸状菌について」『日本醸造協会雑誌』第80巻第11号、日本醸造協会、1985年11月、p807-811、ISSN 0369416X、NAID 40002948091。
- 吉沢淑, 服部一成, 進藤斉, 角田潔和, 小泉武夫「アルギナーゼ活性を有する乳酸菌とアルギナーゼの性質」『日本醸造協会誌』第90巻第12号、日本醸造協会、1995年12月、953-958頁、ISSN 09147314、NAID 10029391150。
- 小泉武夫, 角田潔和, 原高教, 鈴木明治「麹の揮発性有機酸類および揮発性アミン類について〔麹の香気成分に関する研究-3-〕」『醗酵工学会誌』第56巻第6号、日本生物工学会、1978年11月、p745-751、ISSN 03856151、NAID 110002776927。
- 矢部修平, 吉田直人, 進藤斉, 角田潔和, 葉坂勝, 小泉武夫「高温コンポストにおける発酵初期の品温変化とミクロフローラの変動」『土と微生物』第60巻第2号、土壌微生物研究会、2006年、109-115頁、doi:10.18946/jssm.60.2_109、ISSN 0912-2184、NAID 110009468417。
- 佐藤信, 大場俊輝, 高橋康次郎, 高木光良, 難波康之祐, 小泉武夫, 鈴木明治「長期貯蔵清酒の成分変化」『日本釀造協會雜誌』第73巻第8号、日本醸造協会、1978年、643-647頁、doi:10.6013/jbrewsocjapan1915.73.643、ISSN 0369-416X、NAID 130004324579。
- 森哲也, 藤井崇, 熱田和史, 大城勤, 角田潔和, 小泉武夫「2D09-5 泡盛蒸留粕の成分について」『日本生物工学会大会講演要旨集』第15巻、日本生物工学会、2003年、108頁、NAID 110002955875。
- 森哲也, 金内誠, 進藤斉, 角田潔和, 吉澤淑, 小泉武夫「中国ハム(金華火腿)脂質の不飽和化に関与する糸状菌の同定と性質」『日本食品保蔵科学会誌』第30巻第1号、日本食品保蔵科学会、2004年1月、9-15頁、doi:10.5891/jafps.30.9、ISSN 13441213、NAID 10012648409。
- 小泉武夫, 村井総一郎, 小泉幸道, 鈴木明治「メバロン酸 III メバロン酸非生産株での製きく:メバロン酸非生産株での製麹について」『日本釀造協會雜誌』第70巻第2号、日本醸造協会、1975年、137-139頁、doi:10.6013/jbrewsocjapan1915.70.137、ISSN 0369-416X、NAID 130004110498。
- 吉沢淑, 尾崎裕子, 武藤敏昭, 進藤斉, 角田潔和, 小泉武夫「メロン酒原料夕張メロン果肉のプロテアーゼの精製と諸性質」『日本醸造協会誌』第93巻第12号、日本醸造協会、1998年12月、990-995頁、ISSN 09147314、NAID 10029398701。
- 鈴木昌治, 小泉武夫「微生物のつくりだす芳香と不快臭」『香料』第171号、日本香料協会、1991年9月、p65-81、ISSN 03686558、NAID 40001268049。
- 原田和樹, 小泉武夫, 永塚規衣, 長尾慶子, 數村公子, 前田俊道, 徳永拓史, 長谷川喜朗, 小川伸也, 岡村英子, 河村幸恵, 小俣文登, 金谷節子「咀嚼嚥下障害食を想定した水産物由来の調理加工品が持つ抗酸化性の多視点解析」『日本調理科学会大会研究発表要旨集』第21巻、日本調理科学会、2009年、1089-1089頁、doi:10.11402/ajscs.21.0.1089.0、NAID 130007013501。
- 谷口(山田) 亜樹子, 鈴木昌治, 小泉武夫「プロトプラスト融合による多酸性麹菌の造成」『日本食品保蔵科学会誌』第28巻第3号、日本食品保蔵科学会、2002年5月、127-134頁、doi:10.5891/jafps.28.127、ISSN 13441213、NAID 10012598042。
- 小泉武夫「清酒飲酒後の熟し香について」『日本醸造協会雑誌』第70巻第1号、日本醸造協会、1975年1月、p30-32、ISSN 0369416X、NAID 40002946978。